# Suaedoideae
Les Suaedoideae  són una subfamília de la família  amarantàcies, encara que tradicionalment pertanyien a l'antiga família de les quenopodiàcies.
La subfamília (sobretot el gènere Suaeda) és pràcticament cosmopolita i tenen un paper important (juntament amb els representants de les subfamílies veïnes (Salsoloideae, Salicornioideae i Camphorosmoideae), en la vegetació de les costes i els hàbitats interiors salats, especialment a les regions àrides.

## Descripció

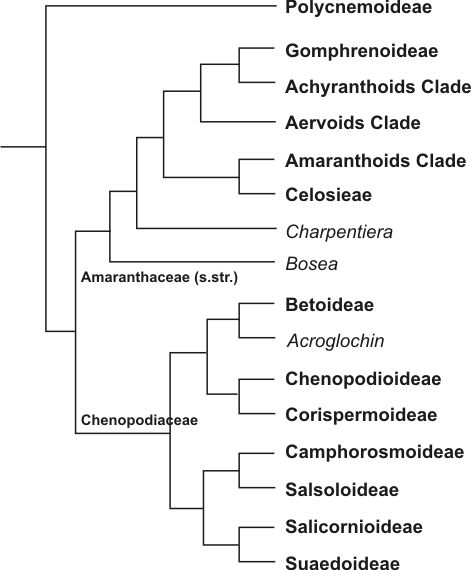
Cladograma de les Amaranthaceae

Com es pot veure en el cladograma adjunt, aquesta subfamília, encara que a primer cop d'ull s'assemblen força a les Salsoloideae és més propera, evolutivament parlant, a la subfamília dels salicorns (Salicornioideae).
Les Suaedoideae tenen fulles ben desenvolupades que (excepte al gènere Bienertia) presenten un feix vascular central i nombrosos feixos laterals. Les fulles no són ni decurrents ni amplexicaules.
Les inflorescències són cimes axil·lars, amb flors sentades lliures a les axil·les de les bràctees, amb bractèoles laterals. El periant (típic de totes les amarantàcies) té 5 tèpals, més o menys fusionats a la base. L'androceu consta de 5 estams. La llavor inclou un embrió en espiral, majoritàriament sense perisperma (un teixit de reserva de les llavors que es troba en algunes plantes).
Una de les coses que s'investiguen per establir les relacions de parentiu de les plantes, són els mecanismes bioquímics que passen a l'interior de les cèl·lules. En aquest sentit, sembla que un camp d'investigació prometedor és el tipus de reacció química que té lloc durant la fotosíntesi: Entre les espècies de Suaedoideae, hi ha gairebé el mateix nombre de plantes C3 i plantes C4. Durant l'evolució de la subfamília, la via de la fotosíntesi C4 sembla haver-se originat quatre cops de forma independent: dues vegades amb l'anatomia Kranz C4 i dos orígens independents dels sistemes C4 no Kranz.

## Taxonomia i distribució
Segons la investigació filogenètica de Kapralov et al. (2006), les Suaedoideae es poden agrupar en dues tribus:
- Tribu Bienertieae Ulbr., amb un gènere (Bienertia Bunge ex Boiss.), amb 3 espècies d'Orient Mitjà i l'Àsia central.[3]
- Tribu Suaedeae, amb un sol gènere (Suaeda Forssk. ex J.F.Gmel.), cosmopolita, amb més de 90 espècies i possibles subdivisions i sinònims, encara per acabar d'aclarir.[4] Segons la "Flora dels Països Catalans" a casa nostra hi viuen 4 espècies:
  - Suaeda vera Forssk. ex J.F.Gmel. és una mata llenyosa, pròpia de comunitats litorals salades i nitròfiles tant a Catalunya, com al País Valencià i les Illes Balears.
    - Suaeda braun-blanquetii (Pedrol & Castrov.) Rivas Mart., Cantó & Sánchez Mata (segons la flora dels PPCC és una subespècie de l'anterior). Pot conviure amb S.vera però penetra més en comunitats halòfites de l'interior, a la plana de Lleida o a l'interior d'Alacant.

  - Suaeda altissima (L.) Pall., és una planta anual herbàcia, molt més rara en el litoral de Barcelona i el sud del País Valencià
  - Suaeda splendens (Pourr.) Gren. & Godr. és una espècie anual, bastant rara, pròpia dels sòls salins humits, tant al litoral com a l'interior de Catalunya, el País Valencià i les Illes Balears.
  - Suaeda maritima  (L.) Dumort., comuna en les comunitats terofítiques sobre sòls humits, temporalment inundats del litoral europeu i dels PPCC, on pot esdevenir l'espècie principal.[5]
  - Suaeda pruinosa Lange, l'esmenta la Flora dels PPCC com una observació i Flora Ibérica la cita del sud de la península Ibèrica (Alacant, Almeria i Múrcia)[6]

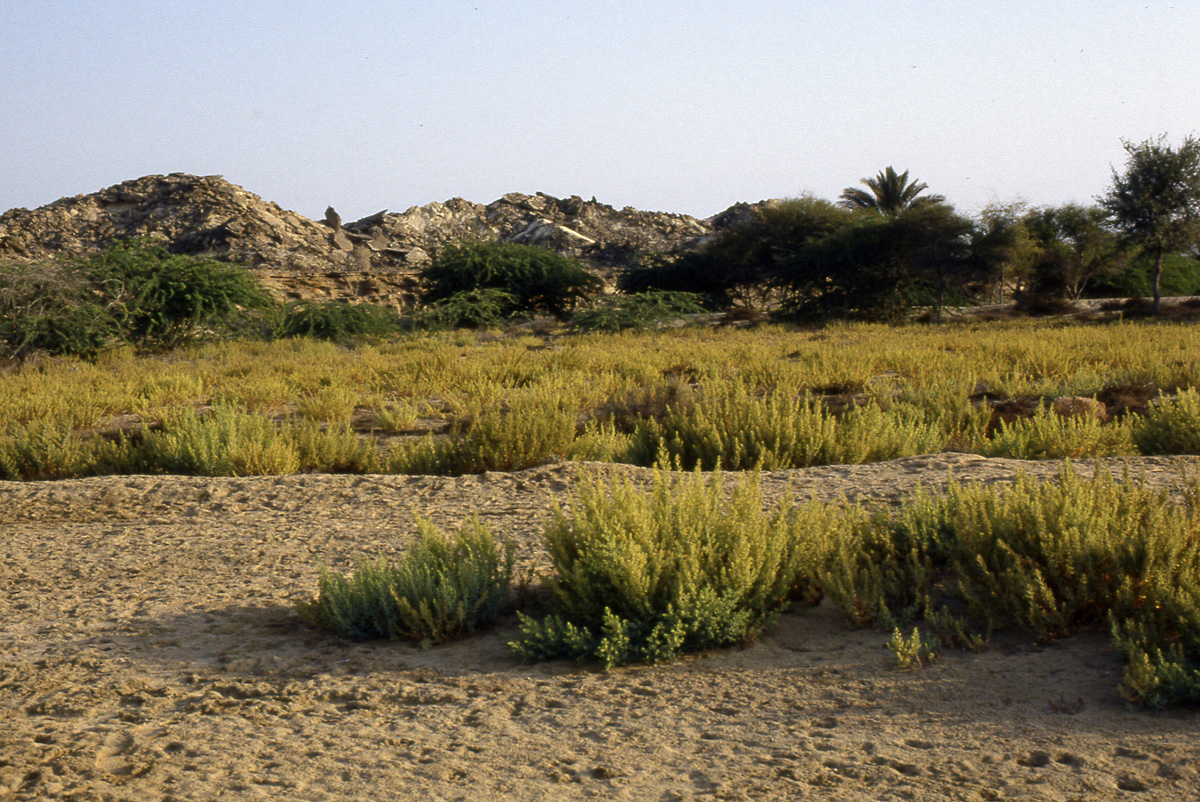
Hàbitat de Bienertia al Pakistan
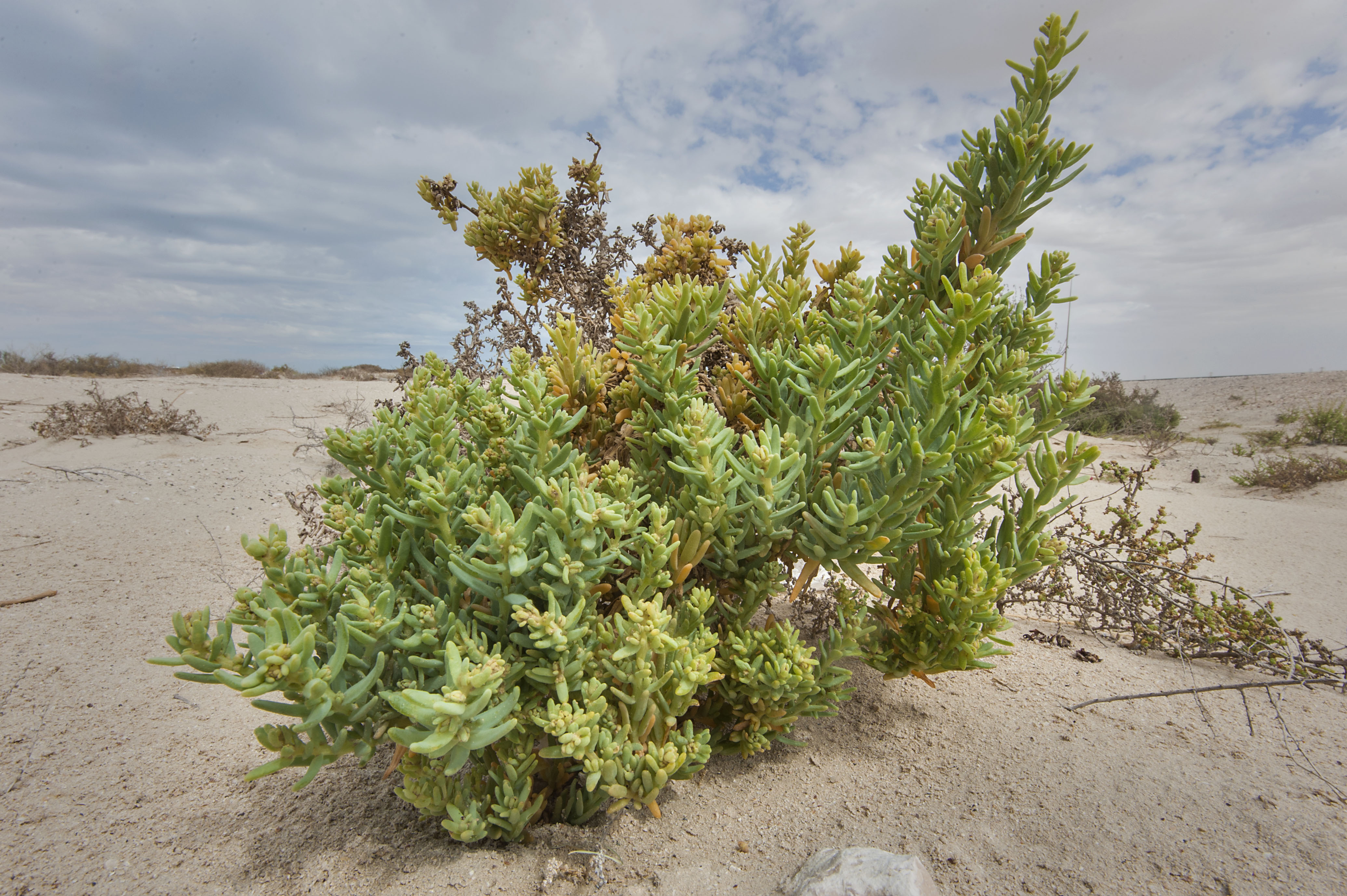
Bienertia cycloptera al litoral de Qatar
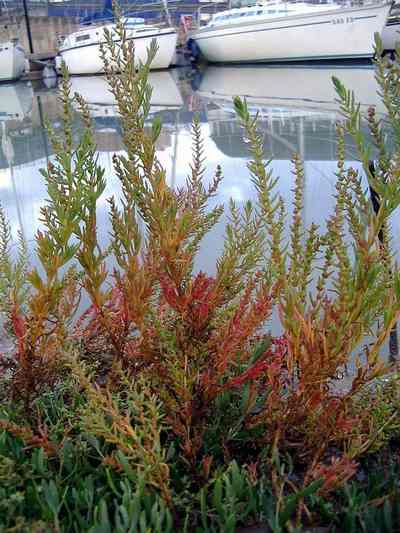
Suaeda maritima al costat del mar
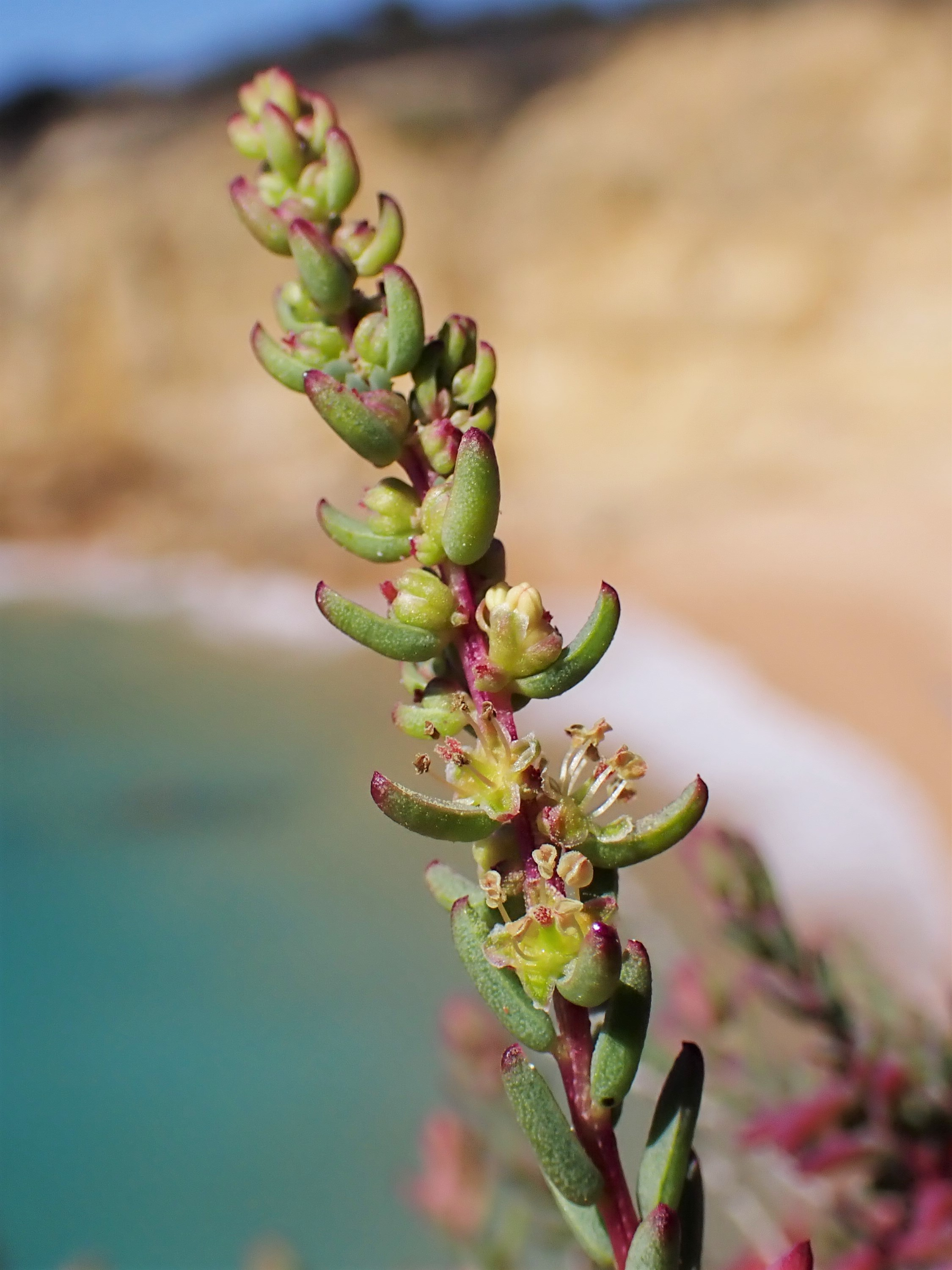
Suaeda vera a Portugal
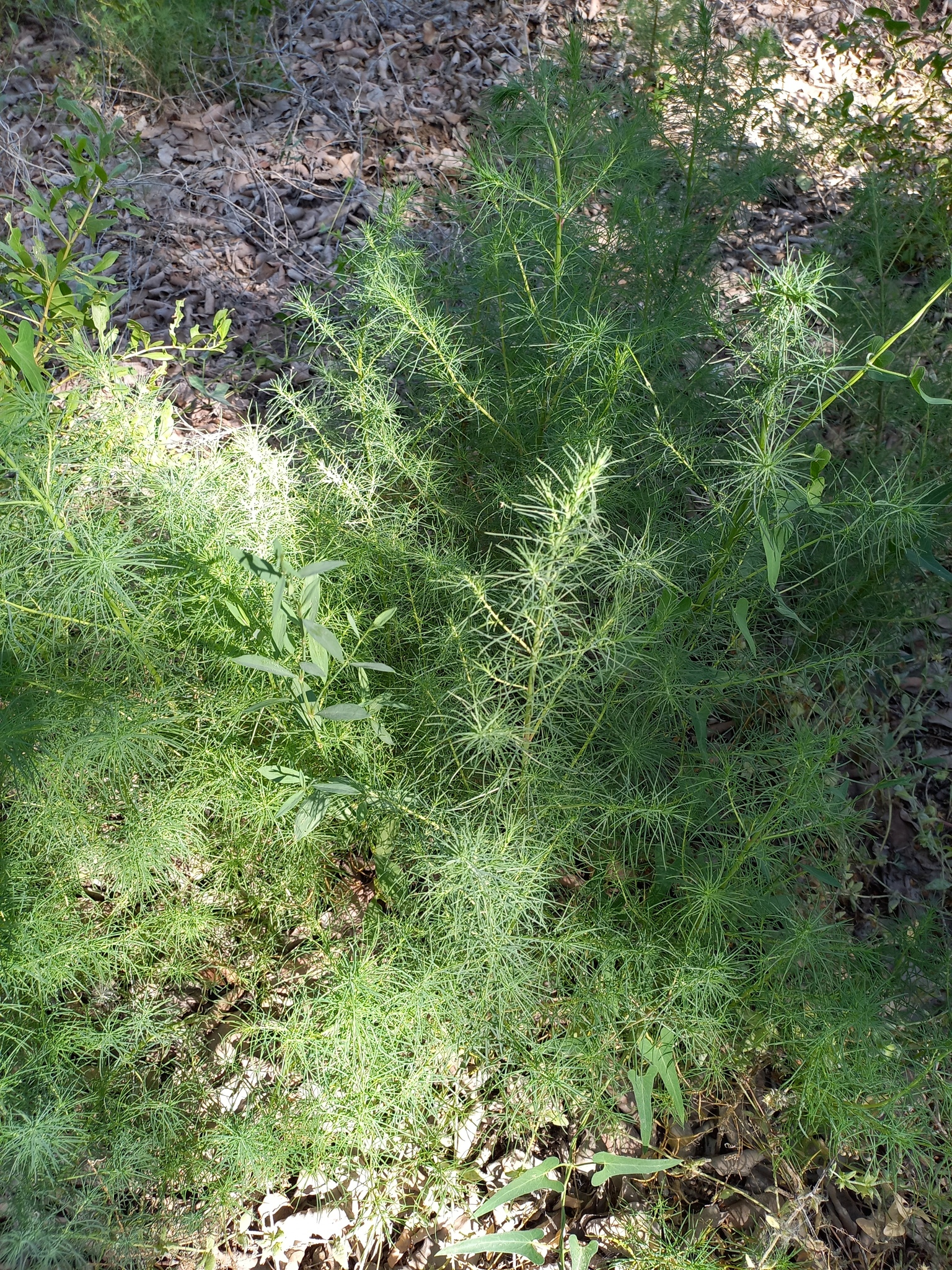
Suaeda altissima al Kazakhstan
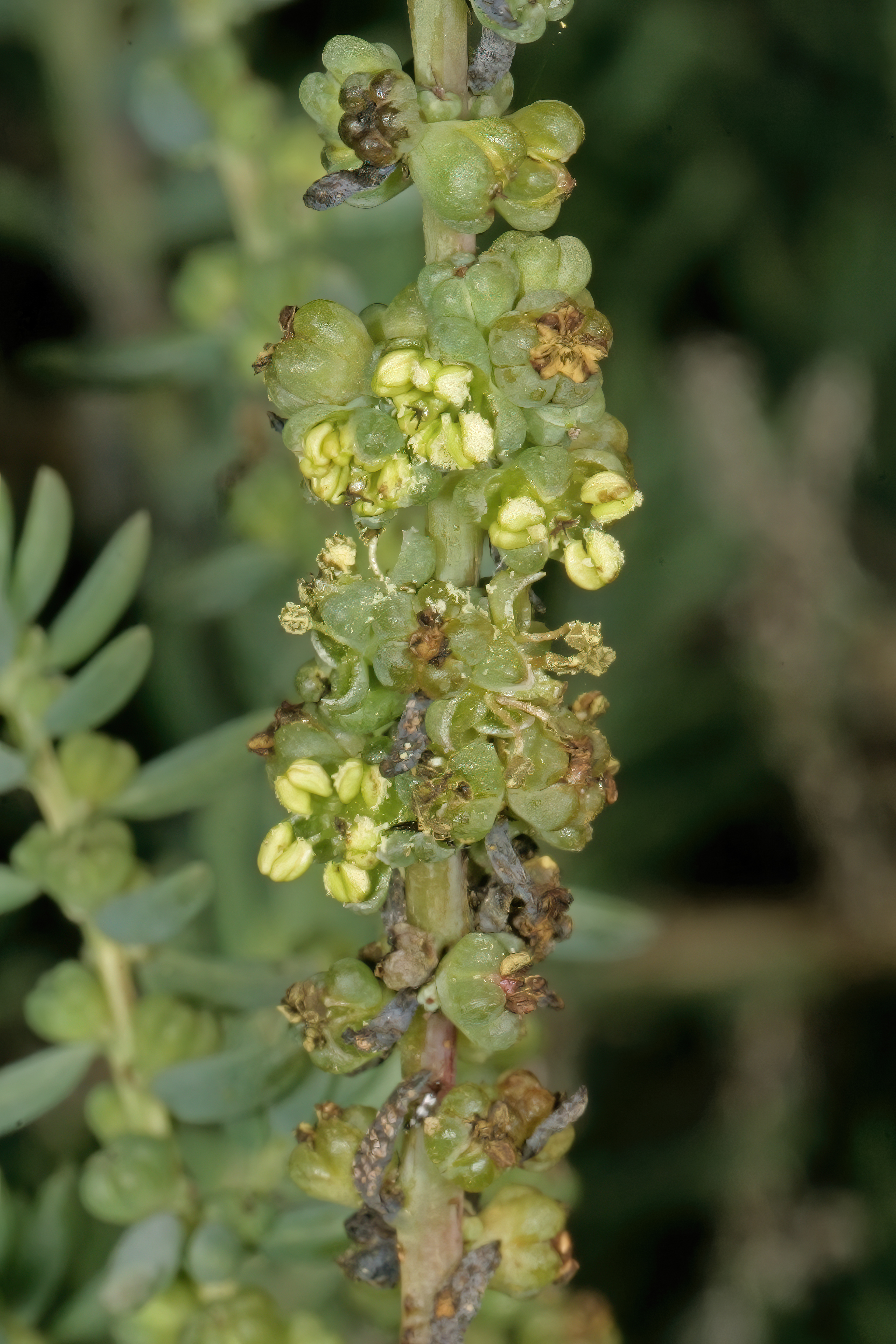
Suaeda fruticosa en flor a Sud-àfrica